# Un marito per mia madre
Un marito per mia madre (Miquette et sa mère) è un film del 1950 diretto da Henri-Georges Clouzot.

## Trama
La giovane Miquette aiuta la madre nel piccolo negozio di un paese di provincia e ama timidamente il distratto Urbain che ricambia in silenzio non trovando il coraggio di dichiararsi, ma lo zio, ricco castellano, organizza il fidanzamento di Urbain con una ricca ma brutta ereditiera.
Quando lo zio scopre che il ragazzo è innamorato di Miquette si reca dalla ragazza e saputa la sua passione per il teatro, pur di allontanarla dal paese, le propone di accompagnarla a Parigi alla ricerca del successo e per fare in modo che lei dimentichi Urbain le mente dicendo che lui non sapeva nulla del matrimonio del nipote.
Arrivati a Parigi Miquette incontra il famoso attore Mochablon che lei ammira e poco dopo vengono raggiunti dalla madre e da Urbain. Dopo una serie di incidenti e battibecchi Miquette sposerà Urbain e lo zio di lui si sposerà con la madre di lei.